# Convenção Internacional para a Regulação da Atividade Baleeira

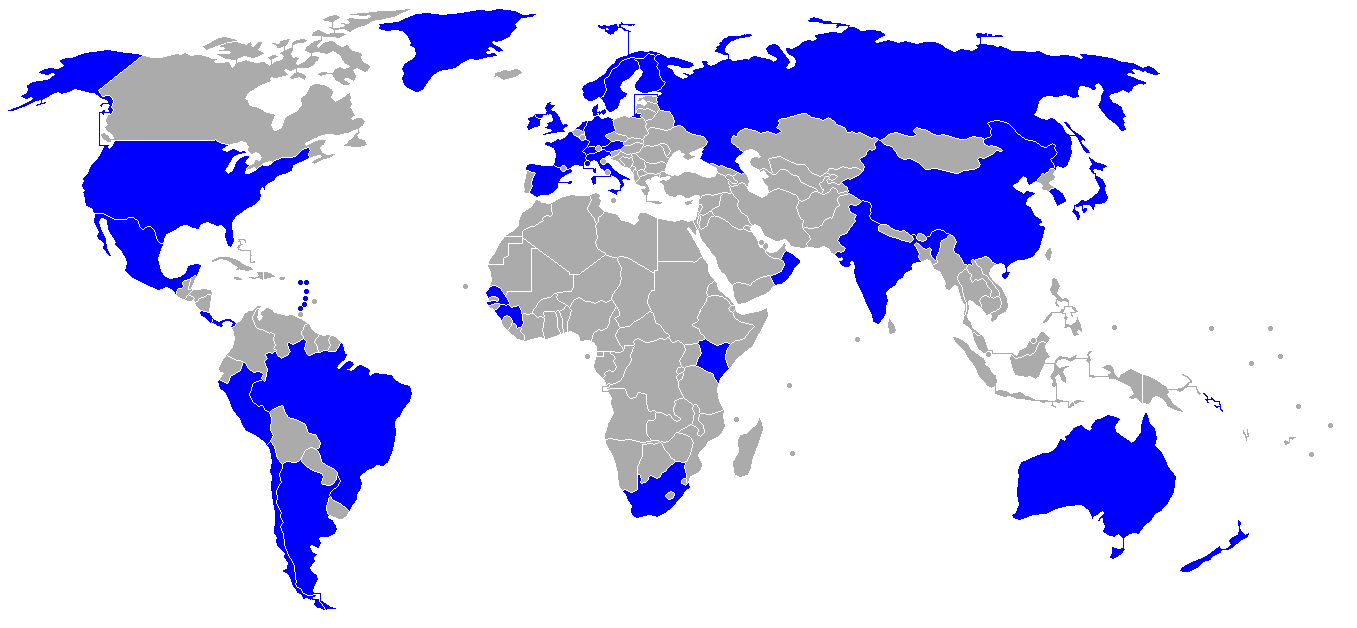
Mapa dos países signatários da CIRAB.

A Convenção Internacional para a Regulação da Actividade Baleeira (português europeu) ou Convenção Internacional para a Regulamentação da Pesca da Baleia (português brasileiro) (em inglês:  International Convention for the Regulation of Whaling - ICRW) é um tratado internacional assinado a 2 de Dezembro de 1946 em Washington, D.C., sob os auspícios das Nações Unidas, que tem por objecto garantir a sustentabilidade da baleação.

## História e objecto
A Convenção Internacional para a Regulação da Actividade Baleeira foi assinada por 42 Estados reunidos em Washington, D.C. a 2 de Dezembro de 1946, tendo entrado em vigor a  10 de Novembro de 1948.
Um protocolo adicional, que representa a primeira e única revisão substancial do texto original da Convenção, foi assinado em Washington a 19 de Novembro de 1956. Este protocolo alarga a definição de baleeiro para integrar os progressos tecnológicos entretanto verificados, incluindo naquela definição os helicópteros.
A Convenção Internacional para a Regulação da Actividade Baleeira é a sucessora do Acordo Internacional para a Regulação da Actividade Baleeira, assinado em Londres a 18 de Junho de 1937, e os protocolos adicionais àquele Acordo assinados em Londres a 24 de Junho de 1938, e a  26 de Novembro de 1945.
Os objectivos da Convenção são a protecção dos cetáceos contra o excesso de caça, o estabelecimento de um sistema internacional de regulação da baleação e a avaliação e gestão dos estoques de cetáceos. Como objectivo último, a Convenção visa salvaguardar para as gerações futuras o grande recurso natural que representam os cetáceos.
O principal instrumento de aplicação da Convenção é a Comissão Baleeira Internacional, à qual cabe a gestão das obrigações impostas pela Convenção aos Estados signatários e a condução política e técnica da actividade baleeira no seu âmbito.
Ao longo dos anos a Comissão Baleeira Internacional têm vindo a tomar medidas de grande importância para a gestão das populações de cetáceos, a mais importante das quais foi a imposição, a partir de 1986, de uma moratória geral na baleação. De fora ficou apenas a Noruega, que apresentou, nos termos da Convenção, uma objecção a esta medida.

## Estados signatários

###### Os seguintes Estados são signatários da Convenção:
África do Sul, Alemanha, Antígua e Barbuda, Argentina, Austrália, Áustria, Brasil, Chile, República da China (expulsa e substituída pela República Popular da China), Coreia do Sul, Costa Rica, Dinamarca, Dominica, Espanha, Estados Unidos, Finlândia, França, Granada, Guiné, Índia, República da Irlanda, Itália, Japão, Marrocos, México, Mónaco, Nova Zelândia, Noruega, Oman, Países Baixos, Panamá, Peru, Portugal, Quénia, Reino Unido, Rússia, Santa Lúcia, São Cristóvão e Nevis, São Vicente e Granadinas, Senegal, Ilhas Salomão, Suécia e Suíça.

## A posição do Japão
O Japão, apesar de ter assinado a moratória da caça comercial, nunca a aceitou plenamente. O país argumenta que algumas espécies de baleias possuem populações saudáveis e que a caça comercial poderia ser realizada de forma sustentável. Durante muitos anos, o Japão explorou uma brecha na moratória para realizar a caça de baleias com fins "científicos", o que na prática permitia a comercialização da carne desses animais.

### A saída da CIB
Em 2018, ano em que o Brasil foi o anfitrião do  Convenção Internacional para a Regulação da Atividade Baleeira (CIB), diante da pressão internacional e da recusa da CBI em flexibilizar a moratória, o Japão decidiu se retirar da Comissão. Essa decisão permitiu ao país retomar oficialmente a caça comercial de baleias em suas águas territoriais.
Por que o Japão insiste na caça à baleia?
• Tradição cultural: A caça à baleia faz parte da cultura japonesa há séculos e possui um valor simbólico importante para o país.
• Interesses econômicos: Embora a caça à baleia não seja uma atividade econômica de grande escala, ela possui um nicho de mercado e gera empregos em algumas regiões do Japão.
• Desacordo científico: O Japão argumenta que possui dados científicos que demonstram a sustentabilidade da caça a algumas espécies de baleias, discordando das avaliações da CBI.
As consequências da saída do Japão
A saída do Japão da CBI enfraquece os esforços internacionais para a conservação das baleias e gera preocupações sobre o futuro dessas espécies. Além disso, a decisão japonesa pode incentivar outros países a retomarem a caça comercial, dificultando ainda mais a implementação da moratória.

## Portugal
A adesão à Convenção é livre, podendo ser subscrita por qualquer Estado membro das Nações Unidas. Portugal apenas aderiu em 2002, sendo a sua adesão aprovada pelo Decreto n.º 18/2002, de 3 de Maio.

## Brasil
O Brasil é um dos Estados signatários originais da Convenção, havendo-a firmado em 2 de Dezembro de 1946.O tratado entrou em vigor para o Brasil no plano internacional em 20 de Dezembro de 1973 e foi promulgado pelo Decreto nº 73.497, de 17 de Janeiro de 1974.

## Atuação do Brasil na CIB
A atuação brasileira dentro da CBI é marcada por um forte compromisso com a conservação das baleias e a proteção dos oceanos.
Principais áreas de atuação do Brasil na CBI:
•  Proteção de espécies: O Brasil abriga diversas espécies de baleias, como a jubarte e a franca. A participação brasileira na CBI visa garantir a proteção dessas espécies, tanto em águas brasileiras quanto em alto-mar.
•  Santuários de baleias: O Brasil foi um dos principais defensores da criação do Santuário do Atlântico Sul, uma vasta área protegida onde a caça à baleia é proibida. Essa medida é fundamental para a proteção de habitats críticos e para a recuperação das populações de baleias. Na 65ª reunião da CIB, em 2014, foi reapresentada pelo Brasil, em conjunto com a Argentina, África do Sul, Uruguai e Gabão, quando 69% dos Estados Membros votaram em favor do Santuário de Baleias do Atlântico Sul.
• Combate à pesca incidental: A pesca incidental, ou seja, a captura acidental de baleias em redes de pesca, é uma das principais ameaças às populações desses animais. O Brasil trabalha na CBI para desenvolver e implementar medidas para reduzir esse problema. O projeto de resolução do Brasil, sobre combate a "redes-fantasmas" (equipamentos de pesca abandonados no mar que trazem risco a baleias e golfinhos), foi aprovado por consenso na 67ª reunião plenária da Comissão Internacional da Baleia (CIB).
• Monitoramento e pesquisa: O Brasil investe em pesquisas científicas sobre baleias, coletando dados sobre suas populações, distribuição e comportamento. Essas informações são essenciais para a tomada de decisões sobre a gestão dos recursos baleeiros.
• Cooperação internacional: O Brasil busca fortalecer a cooperação internacional em matéria de conservação de baleias, trabalhando em conjunto com outros países para enfrentar desafios comuns.
Exemplos de iniciativas brasileiras na CBI:
• Monitoramento da baleia jubarte: O Brasil realiza um dos maiores programas de monitoramento da baleia jubarte do mundo, o que contribui para o conhecimento sobre essa espécie e para sua conservação.
• Participação em grupos de trabalho: O Brasil participa ativamente de grupos de trabalho da CBI, como o Grupo de Trabalho Científico e o Grupo de Trabalho sobre Santuários.
Importância da atuação brasileira:
A participação do Brasil na CBI é fundamental para a proteção das baleias no Atlântico Sul. O país tem uma longa tradição de conservação marinha e possui um grande conhecimento sobre as espécies de baleias que habitam suas águas. 
Desafios:
• A pesca ilegal, a poluição marinha e as mudanças climáticas, que continuam a ameaçar as populações de baleias.

## CIB67
O Brasil sediou a 67ª reunião plenária da Comissão Internacional da Baleia (CIB) na cidade de Florianópolis, Santa Catarina, entre os dias 10 e 14 de setembro de 2018. Estiveram presentes delegações de mais de 70 dos 89 países membros da CIB, além de centenas de observadores e representantes da sociedade civil. Ao final do encontro foi adotada a Declaração de Florianópolis, iniciativa do governo brasileiro apoiada por mais de 40 países, que apresenta visão de futuro para os próximos anos da Comissão. A Declaração reafirma a importância da manutenção da moratória à caça comercial de baleias e obriga a CIB, que ora inicia reformas em sua governança, a garantir financiamento adequado para atividades de conservação e uso não letal e não extrativo de cetáceos, como o turismo de avistamento de baleias ("whale watching"). O texto da Declaração também faz referência ao Plano de Ação para Proteção e Conservação das Baleias do Atlântico Sul, proposto pelo Brasil e aprovado por unanimidade em 2017, durante a 12ª Conferência das Partes da Convenção sobre a Conservação das Espécies Migratórias de Animais Silvestres (CMS), e exorta os países da região a cooperar com vistas à sua implementação.

### Resultados:
A proposta brasileira de criação do Santuário de Baleias do Atlântico Sul, copatrocinada por Argentina, Uruguai, África do Sul e Gabão, recebeu o apoio da ampla maioria (60%) dos membros da CIB. Mais a iniciativa não alcançou os 3/4 de votos favoráveis necessários à sua aprovação e continuou na pauta da Comissão.
Outro projeto de resolução do Brasil, sobre combate a "redes-fantasmas" (equipamentos de pesca abandonados no mar que trazem risco a baleias e golfinhos), foi aprovado por consenso. 
A reunião também marcou a aprovação de novas quotas de caça aborígene de cetáceos para fins de subsistência, além de mudanças no seu processo de renovação.